# رولاند كوخ
رولاند كوخ (بالألمانية: Roland Koch) (ولد في 24 مارس 1958 في فرانكفورت أم ماين) مستشار حقوقي ‏، وسياسي، ومحامي، والمدير التنفيذي للاعمال ألماني سابق ينتمي إلى الاتحاد الديمقراطي المسيحي (CDU). شغل منصب رئيس وزراء ولاية هسن ‏ من أبريل 1999 إلى أغسطس 2010. من عام 1998 إلى عام 2010 كان أيضًا رئيسًا لحزب الاتحاد الديموقراطي المسيحي في ولاية هسن. في 1 مارس 2011 صار عضواً في مجلس الإدارة شركة البناء الألمانية بيلفينغر ومن 1 يوليو 2011 إلى 8 أغسطس 2014 ترأس مجلس الإدارة. منذ نوفمبر 2017 يعمل أستاذاً لممارسة الإدارة في البيئات الخاضعة للتنظيم في كلية فرانكفورت للمالية والإدارة.

## مناصب
تولى منصب رئيس البوندسرات (30 أبريل 1999–31 أكتوبر 1999)، وعضو البرلمان هسه، ورئيس وزراء هسن ‏.

## التعليم
تعلم في جامعة غوته في فرانكفورت، في تخصص علم القانون.

## جوائز
حصل على جوائز منها:
- ميدالية فيلهام لاوشنر  [لغات أخرى]‏ (2016)
- وسام الصليب الأعظم من الفئة الأولى للخدمات الجليلة لجمهورية ألمانيا الاتحادية (2010)
- الصليب الأكبر من وسام استحقاق جمهورية ألمانيا الاتحادية (2006).

## روابط خارجية
- رولاند كوخ على موقع IMDb (الإنجليزية)
- رولاند كوخ على موقع مونزينجر (الألمانية)
- رولاند كوخ على موقع قاعدة بيانات الفيلم (الإنجليزية)